# Воронинский сельский округ (Московская область)
Воронинский сельский округ — упразднённая административно-территориальная единица, существовавшая на территории Клинского района Московской области в 1994—2006 годах.
Воронинский сельсовет был образован в первые годы советской власти. По данным 1923 года он входил в состав Соголевской волости Клинского уезда Московской губернии.
В 1926 году Воронинский с/с включал село Воронино, деревни Бабайка, Большое Завражье, Малое Завражье и Ширяево, а также лесничество.
В 1929 году Воронинский с/с был отнесён к Клинскому району Московского округа Московской области. При этом к нему был присоединён Новинский с/с.
14 июня 1954 года к Воронинскому с/с были присоединены Доршевский и Спас-Коркодинский сельсоветы.
22 июня 1954 года из Воронинского с/с в Попелковский было передано селение Красный Ткач.
27 августа 1958 года из Попелковского с/с в Воронинский были переданы селения Боблово, Мишнево и Чумичево.
1 февраля 1963 года Клинский район был упразднён и Воронинский с/с вошёл в Солнечногорский сельский район. 11 января 1965 года Воронинский с/с был возвращён в восстановленный Клинский район.
23 июня 1988 года в Воронинском с/с была упразднена деревня Бутиха.
3 февраля 1994 года Воронинский с/с был преобразован в Воронинский сельский округ.
3 апреля 2002 года в Воронинском с/о посёлок ПМК был переименован в Рулево.
4 февраля 2004 года в Воронинском с/о посёлок Совхозный был переименован в Раздолье.
В ходе муниципальной реформы 2004—2005 годов Воронинский сельский округ прекратил своё существование как муниципальная единица. При этом его населённые пункты были переданы в сельское поселение Воронинское.
29 ноября 2006 года Воронинский сельский округ исключён из учётных данных административно-территориальных и территориальных единиц Московской области.